# La princesa prometida
La princesa prometida es una novela romántica de fantasía publicada en 1973 por el escritor estadounidense William Goldman. El libro combina elementos de aventura, fantasía, romance, cuento de hadas y humor. Se presenta como un compendio (o "la versión de las partes buenas") de un trabajo más extenso de S. Morgenstern, y los "comentarios" de Goldman son constantes en todo momento.
Fue originalmente publicado en los Estados Unidos por Harcourt Brace, luego por Random House, mientras que en el Reino Unido, fue publicado posteriormente por Bloomsbury.
El libro fue adaptado a una película en 1987, cuyo guion fue escrito por el propio Goldman, que fue dirigida por Rob Reiner.
William Goldman dijo: "Recibí más respuestas sobre La princesa prometida que sobre todo lo demás que hice, todo tipo de extrañas cartas efusivas. Algo en La princesa prometida afecta a las personas".
Un segmento del libro fue publicado como "La escena del duelo" en la antología The Best of All Possible Worlds (1980), que fue editado por Spider Robinson. En 2015, se publicó una colección de ensayos sobre la novela y la adaptación cinematográfica titulada The Princess Bride and Philosophy.

## Contexto ficticio

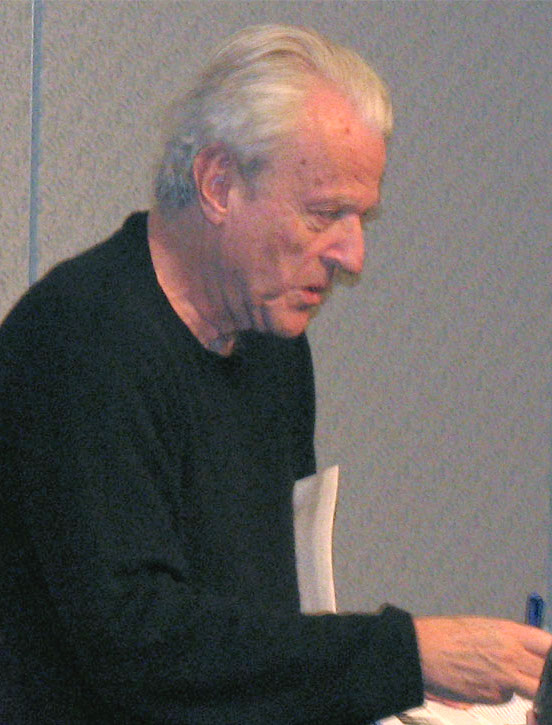
William Goldman, autor y personaje de la novela.

La novela toma como base una ficticia versión de la vida y familia de Goldman, describiendo su infancia, padres, esposa e hijos como una versión diferente a la que existe en el mundo real. Además, en esta supuesta realidad autobiográfica, el autor señala la existencia del país de Florín como un hecho real e indiscutible ya que desde allí emigró su familia; de este país es originario S. Morgenstern, autor original del libro en cuestión, ya que Goldman solo se reconoce como alguien que adaptó esta novela a una versión redactada de una forma más compatible al gusto popular de los norteamericanos.
Hay que dejar en claro que la descripción que Goldman hace sobre su propia familia y la relación con ellos en esta obra es completamente ficticia ya que sus verdaderos parientes discrepan completamente con los integrantes y vidas que allí describe.

## Argumento
El libro divide el relato en dos realidades ficticias, la primera que habla sobre la vida del autor y cómo el ficticio libro del también ficticio autor S. Morgenstern lo han influenciado desde la infancia. La segunda es una supuesta adaptación de este mismo libro a una versión menos densa de leer que el autor ha creado para la gente que no es autóctona de Florín.

### Prólogo
La narración inicia con el propio autor contando su vida y explicando cómo es que, siendo solo un estudiante de primaria, educadores y familiares lo daban como un caso perdido ya que su único tema de interés, hasta el punto de la obsesión, eran los deportes, sin embargo lejos de practicarlos solo se limitaba a estar pendientes de los equipos y jugadores profesionales. Esto lo convertía en un niño incapaz de concentrarse en sus estudios, hacer amigos y pensar sobre cualquier otro aspecto de la vida, cosa que desilusionaba a sus padres y su maestra, quienes reconocían en él una soberbia imaginación que se desperdiciaba. Un día, mientras se recuperaba de caer gravemente enfermo, su padre, quien era un inmigrante florinés, decide cuidarlo leyéndole un poco cada día el libro La princesa prometida; Relato clásico de amores verdaderos y grandes aventuras de S. Morgenstern. Esto cambia completamente la vida de William, quien a partir de ese momento reenfoca toda su pasión obsesiva hacia la literatura de aventuras acabando gracias a ello convertido en el novelista y libretista que sería de adulto, aun así reconoce que en toda su vida el único libro que jamás leyó fue La princesa prometida, ya que el oír como su padre lo narraba para él cada vez que se lo pedía constituía un momento personal y mágico entre ambos.
Ya de adulto, tras concretar su carrera en la literatura y Hollywood, decide estando lejos de su hogar conseguir y enviar de regalo para su hijo una copia del libro para que éste lo lea y disfrute la experiencia tanto como él. Cuando regresa a su casa días después, tras la tortuosa y cara experiencia que resultó buscar el libro, descubre para su desilusión que su hijo perdió el interés tras el primer capítulo y lo dejó tirado. Sin embargo al querer leerlo él mismo por primera vez descubre que en realidad está lleno de densos y aburridos párrafos que describen la sociedad y los protocolos florineses por medio de la sátira y una crítica social que hacen imposible verlo como una lectura ligera y entretenida. William comprende que nunca se enteró de que su padre omitía capítulos completos para narrarle solo las partes entretenidas; por ello, decide redactar una versión editada de la novela donde el relato sea fiel a la versión que él conocía de pequeño.

### La novela
En un mundo ambientado en la época renacentista, una hermosa joven llamada Buttercup vive en una granja en el país de Florín. Ella se deleita en abusar verbalmente de Westley, el mozo de la granja, a quien se dirige como "granjero", al exigirle que le haga tareas domésticas. La respuesta de Westley a sus demandas siempre es "Como lo desee". Finalmente se da cuenta de que lo que realmente está diciendo es: "Te amo". Después que Buttercup se da cuenta de que también lo ama y confiesa sus fuertes sentimientos románticos, Westley se va a buscar fortuna para poder casarse. Buttercup más tarde se entera de que el terrible Pirata Robert, quien es famoso por ser un inmortal que mata a todos aquellos cuyos barcos aborda, atacó su nave en el mar. Al creer que Westley murió, Buttercup se hunde en la abyecta desesperación y declara: "Nunca volveré a amar", según se explica, aunque antes de este suceso era una de las mujeres más hermosas del mundo, el haber sufrido y madurado por perder a su amado la cambiaron al punto de convertirse literalmente en la mujer más hermosa que jamás hubiese existido.
Algún tiempo después, acepta a regañadientes casarse con el príncipe Humperdinck, heredero del trono de Florin, debido a una ley que permite al príncipe elegir a cualquier mujer soltera como su novia. Humperdinck originalmente se casaría con una princesa, pero cuando descubrió que era calva canceló su compromiso y ordenó que buscaran para él una mujer poniendo como única condición que sea indiscutiblemente hermosa, es así como el conde Rugen, su mano derecha, descubre a Buttercup y deciden que sea su prometida y aunque esta acepta, deja en claro que no lo ama.
El príncipe Humperdinck es el gobernante del país desde que su padre el rey fuera incapacitado por la senilidad; Humperdinck es un hombre obeso y estéticamente poco agraciado, sin embargo la caza es su pasión al punto que no existe criatura ni método que no haya dominado, por ello cuando no encuentra una presa digna se "conforma" con asesinar osos con sus manos; con este objetivo ha creado el "Zoológico de la Muerte", una arena de pelea dividida en cinco niveles subterráneos donde constantemente almacena los animales más peligrosos y raros del mundo para tener con que entretener su pasión.
Antes de la boda, un trío de forajidos compuesto por un astuto enano siciliano llamado Vizzini, el maestro español de esgrima Íñigo Montoya y el gigantesco luchador turco Fezzik secuestran a Buttercup por encargo de un contratista anónimo que desea iniciar una guerra con el país vecino, por ello deberán asesinarla en la frontera de ambos reinos fingiendo un atentado. Mientras huyen, un enmascarado vestido de negro los sigue al otro lado del mar y sube tras ellos por los acantilados de la locura, donde Vizzini le ordena a Iñigo que lo detenga. 
Antes que el hombre de negro llegue a la cima del acantilado, un flashback del pasado de Iñigo revela que está buscando vengarse de un hombre de seis dedos que mató a su padre y para ello ha entrenado la esgrima desde su niñez obteniendo una habilidad prodigiosa como nadie ha logrado antes. Cuando llega el hombre de negro, Iñigo organiza una pelea justa, permitiendo que su oponente descanse antes del duelo y tras conversar ambos pronto sienten aprecio mutuo, pero fieles a sus bandos y misiones deciden batirse. El hombre de negro demuestra ser levemente inferior en combate que Íñigo, aun así el español lo reconoce como el oponente más peligroso y mejor preparado que ha enfrentado y, a pesar de ser superior, su oponente se las arregla para ganar el duelo obteniendo ventaja por el terreno; aun así, por aprecio, deja al español vivir. 
Aturdido, Vizzini ordena a Fezzik que mate al hombre de negro a traición. Otro flashback detalla la historia de Fezzik explicando que siempre ha sido un pacifista con mente infantil y alguien reacio a la violencia, pero sus padres lo convencieron de ser un luchador, y tras morir éstos, su miedo a la soledad lo hizo convertirse en esbirro del siciliano. La conciencia de Fezzik lo obliga a desafiar al enmascarado a una pelea justa donde, a pesar de que el turco debería tener la ventaja, el hombre de negro logra atraparlo con una llave al cuello y hacerlo perder la conciencia. 
Cuando alcanza a Vizzini este toma como rehén a la joven asegurando que es imposible que pierda ya que posee un intelecto superior al de cualquier humano, por ello el desconocido le propone un duelo de ingenio a muerte: servirán dos copas de vino, él pondrá un veneno indetectable llamado yocaína en una de ellas y el siciliano escogerá de cual copa bebe cada uno, usando su intelecto para deducir donde esta el veneno; tras una retahíla de pretenciosos razonamientos Vizzini escoge y ambos beben falleciendo el enano, posteriormente el enmascarado reconoce ante Buttercup que realmente envenenó ambas copas ya que él es inmune a la yocaína.
Con el grupo de rescate del príncipe Humperdinck persiguiéndolo, el hombre de negro huye con Buttercup y ella horrorizada comprende que es el terrible Pirata Robert, quien arrebató la vida a su amado hace algunos años. Él reconoce aun recordar a Westley y como deseaba vivir para reunirse con ella por lo que se burla de Buttercup, quien a sus ojos no tenía lealtad hacia su amado por haberlo cambiado por el príncipe. Enfurecida, ella lo empuja hacia un desfiladero, gritando, "¡Tú también puedes morir, por lo que a mí me importa!", Solo para escucharlo llamar, "¡Como lo desees!" desde el fondo del barranco; Buttercup comprende que él es Westley y lo sigue hasta el desfiladero, para encontrarlo maltratado pero en gran parte ileso. Mientras viajan por el Pantano de Fuego para llegar a la costa y huir juntos en el navío de Westley, éste le explica que el Pirata Robert atacó su barco, pero lo mantuvo con vida después que él le explicó su intenso amor por ella. Westley se convirtió en su ayuda de cámara y luego en su amigo. En el transcurso de cuatro años, Westley aprendió cómo defenderse, luchar y navegar. Finalmente, Roberts le confesó que la fama de inmortal del pirata se debe a que cuando el terrible Pirata Robert desea retirarse busca un sucesor que recibe su nombre y fama, cosa para la que escogió a Westley.
Después de superar los terribles peligros del Pantano del Fuego, ambos son capturados por el Príncipe Humperdinck y sus hombres. Buttercup acuerda regresar con Humperdinck al palacio para esperar su boda a cambio de la liberación de Westley. Rugen sigue las instrucciones secretas de Humperdinck de encerrar a Westley en el quinto nivel del "Zoológico de la Muerte". Aquí Rugen, quien es un inventor y estudioso obsesionado con la naturaleza del dolor tortura a Westley por meses, sin embargo este gracias a su voluntad y tremendo entrenamiento solo finge sufrir hasta que desgraciadamente es conectado a La Máquina, un atroz dispositivo que succiona la vida por medio de un proceso tan doloroso que quiebra a Westley desde el primer instante de la primera sesión.
Mientras tanto, Buttercup expresa su infelicidad a Humperdinck y este promete enviar sus cuatro mejores barcos para localizar a Westley, a cambio de que si no lo encuentran antes de la boda, Buttercup se casará con él. Posteriormente se revela que, para comenzar una guerra con Guilder, el país vecino, el propio Humperdinck arregló el secuestro y asesinato de Buttercup, y ahora planea asesinar a Buttercup en su noche de bodas para motivar a sus súbditos a ir a la guerra, siendo esta la razón por la que deseaba que su prometida fuera una mujer hermosa, así se ganaría más fácilmente el aprecio del pueblo y tras su muerte desarrollarían más fácilmente un odio por el reino vecino que los hiciera apoyar la guerra.
Meses después, el día de la boda, Iñigo, quien se ha vuelto un alcohólico, es rescatado de los escuadrones del príncipe por Fezzik; éste le dice que descubrió que el conde Rugen es el hombre de seis dedos que mató a su padre. Sabiendo que Vizzini está muerto, buscan al hombre de negro con la esperanza que si pudo derrotar la fuerza del turco, su habilidad con la espada y el intelecto de Vizzini, los ayudará a planificar un ataque exitoso contra el castillo para encontrar y matar al conde Rugen.
Buttercup se entera de que Humperdinck nunca envió ningún barco y se burla de él por su amor perdurable hacia Westley. Enfurecido, Humperdinck tortura a Westley hasta la muerte usando La Máquina a máxima capacidad. Los gritos de muerte de Westley hacen eco en toda la Tierra, atrayendo a Iñigo y Fezzik al Zoológico de la Muerte y a través de sus muchos niveles peligrosos. Al encontrar el cuerpo de Westley, solicitan la ayuda del ex sabio de la corte del rey de Florín, un mago llamado Max el Milagroso, que fue despedido por Humperdinck para darle su puesto a Rugen, razón por la que decide ayudarlos como venganza.
Westley resucita, pero su cuerpo estará incapacitado por meses, aun así diseña un plan exitoso para invadir el castillo durante la boda y la conmoción causada por esto lleva a Humperdinck a acortar la boda mientras Buttercup decide suicidarse en cuanto llegue a la suite de luna de miel. Íñigo persigue a Rugen a través del castillo y, recitando en voz alta su juramento de venganza largamente ensayado ("Hola, mi nombre es Íñigo Montoya. Mataste a mi padre. Prepárate para morir") durante todo el duelo, es gravemente herido a traición por su rival, pero lo mata en una pelea a espada. Westley llega a Buttercup antes que logre suicidarse y le explica que como se omitió la parte donde ella debía decir "Acepto" el matrimonio es nulo. Todavía parcialmente paralizado, se escapa de una pelea a espada con Humperdinck, a quien acobarda por medio de amenazas hasta hacerlo rendirse y en lugar de matar a su rival, decide perdonarlo para que viva con la humillación de haber sido dejando en evidencia como un cobarde. Fezzik roba los cuatro mejores corceles del príncipe y huyen en ellos intentando llegar al lugar donde Westley ancló su barco, mientras el príncipe y sus hombres los persiguen.
Según explica Goldman, la historia termina con un final abierto que narra como deben lidiar con que Fezzik accidentalmente hace que se extravíen, el caballo de Buttercup pierde una herradura, Westley sucumbe a su mala condición física y la herida de Íñigo se agrava, cerrando así la historia sin llegar a aclarar si logran huir o todo acaba como tragedia. Sin embargo él comenta que desde pequeño le ha gustado creer que pudieron escapar a salvo.

## Escena de la reunión
En la novela, Goldman señala que no agregó nada al texto "original" de S. Morgenstern. Dice haber escrito una escena original, una amorosa reunión entre Buttercup y Westley, pero asegura que su editor se opuso a esta adición. Invita a cualquier lector que quiera leer la "Escena de reunión" a escribir al editor y solicitar una copia. Muchos lectores escribieron al editor y recibieron una carta, pero en lugar de una escena adicional, la carta detallaba los problemas legales (obviamente ficticios) que Goldman y sus editores encontraron con Morgenstern y sus derechos de autor. Esta carta fue revisada y actualizada periódicamente; la revisión de 1987 mencionó la película, mientras que la edición del 25 aniversario publica la carta con un apéndice sobre la nieta del abogado de Morgenstern, Carly. La edición del 30° aniversario tiene una nota al pie en este punto que dice que ahora se pueden encontrar tres páginas de la Escena de la reunión en línea Sin embargo, al entrar al sitio web mencionado, todo lo que hay es la transcripción de las cartas anteriores.

## El Bebé de Buttercup
El epílogo de algunas ediciones posteriores de la novela, en particular la edición del 25.º aniversario, menciona una secuela, El Bebé de Buttercup, que «tenía problemas para ser publicada debido a dificultades legales con la propiedad de S. Morgenstern».
Este relato consistiría en un conjunto desarticulado de historias sobre la fuga del cuarteto y el eventual secuestro de Waverly (hija de Westley y Buttercup) por un «loco» sin rostro y cómo Fezzik, quien es la niñera del bebé, posiblemente sacrificaría su vida para protegerla. También se menciona que incluiría recuerdos del pasado de Iñigo, su entrenamiento como espadachín y un antiguo interés amoroso.
La edición del 30° aniversario de La Princesa prometida incluyó pistas sobre la trama de la secuela y la promesa de una versión completa antes de la 50.ª edición aniversario (2023).
En una entrevista en enero de 2007, Goldman admitió que tiene dificultades para aportar ideas para la historia.

## Adaptaciones
La novela fue adaptada al cine por el director estadounidense Rob Reiner en 1987 con el mismo título. El guion fue escrito por el propio William Goldman, y con banda sonora del músico y cantante Mark Knopfler y la interpretación de la canción principal por Willy DeVille.
Goldman se asoció con Adam Guettel para crear una versión musical de la historia con Goldman escribiendo el libreto y Guettel la música, pero los dos abandonaron el proyecto cuando Goldman exigió el 75% de las regalías por autoría, aunque Guettel había acabado escribiendo tanto la música como la letra. Aunque el trabajo de Guettel estaba casi completo, es poco probable que se escuche más allá de una pequeña interpretación orquestal en el Hollywood Bowl en 2006.
En noviembre de 2013, Disney Theatrical Productions anunció que organizará una nueva versión musical, basada tanto en la novela y el guion cinematográfico.
En 2008, Toy Vault, Inc. anunció que estaba trabajando en un juego de cartas basado en Princess Bride que se lanzaría el segundo trimestre de 2008. También anunció que está trabajando en un juego de mesa, el segundo producido para esta película, después de un simple juego de mesa incluido con algunas versiones de VHS.
En 2008, la productora Worldwide Biggies lanzó un juego de computadora, The Princess Bride Game. Varios actores de la película proporcionaron voces para sus contrapartes de videojuegos, incluyendo a Mandy Patinkin como Iñigo Montoya, Wallace Shawn como Vizzini y Robin Wright Penn como Buttercup.
En 1994 Sierra Online parodió el título de la novela en su juego de computadora King's Quest VII: The Princeless Bride.
En 2014, Game Salute licenció los derechos de publicación de adaptación de juegos de mesa de Princess Bride; una serie de juegos de mesa y de cartas lanzados más tarde ese año.